# アラベスク (宝塚歌劇)
『アラベスク』は宝塚歌劇団の舞台公演作品。星組公演。

## 宝塚大劇場公演
参考資料は60年史別冊
- 1972年11月2日 - 11月30日
- 形式名：ファンタスティック・ショー
- 24場
- 併演作：花の若武者

### スタッフ
- 作・演出：酒井澄夫
- 作曲・編曲：中井光晴・寺田瀧雄・吉崎憲治
- 音楽指揮：溝口堯
- 歌唱指導：水島早苗
- 振付：喜多弘・県洋二・朱里みさを
- 装置：石浜日出雄
- 衣装：静間潮太郎
- 照明：今井直次
- 小道具：万波一重
- 効果：川ノ上智洋
- 音響監督：松永浩志
- 演出補：岡田敬二
- 演出助手：南明
- 制作：野田浜之助

### 主な出演
- 道化師：美吉左久子
- サーカスの女王：大原ますみ
- ピエロ、旅する若者：鳳蘭
- 夢見る少年、王子：安奈淳
- ゼンマイ人形：衣通月子
- 少女：沢かをり
- 美女：大空美鳥
- 歌う船頭：松あきら

## 新宿コマ劇場公演
参考資料は90年史
- 1973年1月2日 - 1月28日
- 主なスタッフ：酒井澄夫
- 併演作：花の若武者

## 宝塚大劇場・新宿コマ劇場以外の公演
参考資料は90年史
- 主なスタッフ：酒井澄夫

### 1973年
- 10月10日 - 10月25日
- 公演場所：松江、小野田、山口、延岡、都城、日南、熊本
- 併演作：いのちある限り

### 1974年
- 1月20日 - 2月5日
- 公演場所：伊勢、下館、藤沢、盛岡、呉、広島、松山
- 併演作：百花扇